# Gliste
Gliste (znanstveno ime Nematoda) so deblo živali, v katerega uvrščamo preko 28.000 do danes opisanih vrst, znanih predvsem po podolgovatem, valjastem telesu (»črvaste« oblike) in dejstvu, da so ena najpomembnejših skupin zajedavcev. Več kot polovica znanih vrst namreč zajeda predstavnike množice drugih skupin organizmov, od rastlin do vretenčarjev vključno s človekom, zaradi česar so pomembne tudi z medicinskega vidika. Mnogo manj znane, a prav tako pomembne so prostoživeče gliste, ki so izjemno številne v vseh mogočih habitatih na Zemlji, s tem pa ključen del ekosistemov.
Z glistami se znanstveno ukvarja veja zoologije, imenovana nematologija. Predpono nema- uporabljamo tudi za druge pojme, povezane z glistami. Helmintologija pa je veja medicine, ki se ukvarja z glistami in drugimi »črvastimi« človekovimi zajedavci (poleg glist še trakulje idr.).

## Telesna zgradba
Vse gliste so valjaste oblike, dvobočno somerno telo se proti vsakemu koncu zlagoma oža. Večina je milimetrskih velikosti, največje prostoživeče morske gliste dosežejo 5 cm v dolžino, največja znana glista, ki zajeda v kitih glavačih, pa je dolga celo 13 m.
Samice so običajno nekoliko večje od samcev. Telo pokriva kutikula, ki je lahko gladka ali ornamentirana in se nadaljuje tudi v ustno votlino ter rektum. Na sprednjem, nekoliko bolj zaokroženem koncu so usta z omišičenimi ustnicami, čutili in drugimi strukturami, zadnjik pa se odpira malo pred konico repa. Ta se pri mnogih prostoživečih vrstah zaključuje s t. i. kavdalno žlezo, ki izloča svili podobno snov za pritrjevanje.

### Prebavila
Usta se odpirajo v ustno votlino, pokrito s kutikulo, strukturirano odvisno od prehranjevalnih navad določene vrste. Plenilske vrste glist imajo pogosto zobce, druge plenilske in rastlinojede vrste pa polno ali votlo bodalce, s katerim prebodejo steno rastlinskih celic. Gliste z bodalci izločajo žrelne encime, ki pričnejo s prebavo. Ustna votlina se nadaljuje v omišičeno žrelo, ki je v prečnem prerezu trikrako in opremljeno z žleznimi celicami ter pogosto tudi zaklopkami.
Prebavna cev je nerazvejana in poteka vzdolž celotnega telesa. Pokriva jo epitel, ki je pri primitivnih predstavnikih omigetalčen, ostali pa imajo apikalno stran pokrito z mikrovili. Poleg prebavne vloge imajo epitelne celice vlogo skladiščenja hranilnih snovi –  delujejo tudi kot vretenčarska jetra. Na vsaki strani srednjega črevesa je omišičena zaklopka, ki preprečuje, da bi pritisk iztisnil vsebino. Prebavilo se zaključuje s kratkim rektumom. Pri nekaterih zajedavskih glistah srednje črevo nima lumna in ne sodeluje pri prebavi, saj te živali absorbirajo hranilne snovi kar preko telesne stene. Celice prebavil imajo pri njih le vlogo skladiščenja.

### Izločala
Gliste izločajo odvečen dušik v obliki amonijevih ionov kar skozi povrhnjico. Za ostale izločalne funkcije ima večina vrst po eno ali dve dodatni strukturi, ki jih nima nobena druga skupina živali. Prva taka struktura je votel sistem izločalnih kanalov, ki ga imajo vsi predstavniki razreda Secernentea in ima obliko črke H. Sestavlja ga ena sama kompleksno oblikovana celica, ki je običajno največja celica v glistinem telesu. Kanalček vodi od prečnega kanala navzdol in naprej in se odpira navzven s poro na sprednjem trebušnem delu telesa. Njegovo delovanje še ni popolnoma pojasnjeno, do sedaj pa je znano, da sodeluje pri osmoregulaciji, saj se skozenj izloča voda. Predstavniki skupine Adenophorea in nekateri predstavniki razreda Secernentea imajo veliko izločalno žlezno celico na hrbtni strani, ki prav tako tvori kanalček, ki se odpira skozi poro na trebušni strani telesa (pri vrstah, ki imajo obe strukturi, je pora skupna), vendar je o njeni morebitni izločalni vlogi še manj znanega. Namesto tega naj bi izločala želatinast ovoj za jajčeca ali prebavne encime.

### Živčno-mišični sistem
Osrednje živčevje glist predstavlja obžrelni živčni obroč, iz katerega izraščajo posamični živci, ki potekajo vzdolž telesa dorzalno (hrbtno), ventralno (trebušno) in lateralno (ob strani). Dorzalni in ventralni živec oživčujeta mišice, lateralna pa se povezujeta z izločalnimi kanali, kadar so prisotni. Vse mišične celice so orientirane vzdolž telesa tik pod epidermisom, kar pomeni, da se lahko žival premika le z zvijanjem v eni ravnini. Njihova posebnost je, da imajo razvejitve, ki izraščajo proti nevronom, namesto obratno.
Opisanih je več tipov čutnic, ki delujejo kot mehano- ali kemoreceptorji. Vse tipe sestavljajo omigetalčeni senzorični dendriti. Posebej značilne so t. i. amfidne in fazmidne senzile, ki se odpirajo skozi poro v povrhnjici in imajo direkten stik z zunanjostjo, zato domnevajo, da delujejo kot kemoreceptorji. Nekatere morske in sladkovodne gliste imajo poleg njih še par enostavnih očesc, a zanje zaenkrat še ni znano, ali služijo zaznavanju svetlobe.

## Razmnoževanje in razvoj
Gliste imajo parne spolne žleze, največkrat dve, ki sta orientirani v ravnini telesa (ena spredaj in ena zadaj). Pri samicah se odpirata z vulvo na spodnji strani približno na sredini telesa, pri samcih pa s kloako, ki je namenjena tudi iztrebljanju. Spolno zrele samice izločajo feromon, ki privablja samce. Parjenje poteka tako, da se samec z repnim delom telesa ovije okrog samičinega in pristavi svojo kloako k njeni vulvi, pri čemer sodelujejo pomožne strukture (bodičaste spikule). Posebnost glist je, da semenčice nimajo bička, temveč se z ameboidnim gibanjem premaknejo v samičina spolovila, kjer poteče oploditev.
Za skupino glist kot celoto je znan širok nabor načinov razmnoževanja. Večinoma je razmnoževanje spolno, predstavniki nekaterih vrst, kot je Caenorhabditis elegans, pa so pretežno hermafroditi in se samooplodijo. Posebej pri kopenskih vrstah je znana tudi partenogeneza in pri nekaterih vrtah samci sploh še niso bili odkriti. Med glistami so tako jajcerodne kot živorodne vrste. Pri slednjih se lahko zgodi, da izleganje ličink povzroči smrt matere. V tem primeru gre verjetno za prilagoditev na pomanjkanje hranilnih snovi v okolju, saj ličinke požrejo ostanke matere okrog sebe. Odlaganje jajčec pri jajcerodnih vrstah je zaenkrat še slabo poznano. Morske gliste izležejo največ po 50 jajčec v skupku, kopenske pa lahko producirajo tudi po več sto jajčec, ki jih odlagajo v prst.
Pravkar izlegle ličinke so skoraj enake kot odrasle gliste, nerazvitih imajo le nekaj delov razmnoževalnega sistema. Značilnost glist je, da je ontogenetski razvoj praktično fiksen – ličinke imajo že skoraj vse celice, ki jih bodo imele tudi kot odrasle živali; vloga vsake celice je točno določena in enaka pri vseh predstavnikih vrste. Pri glisti C. elegans, ki je v tem pogledu eden najbolje preučenih organizmov na svetu, so tako poznane razvojne linije vseh 959 somatskih celic pri odraslih hermafroditih in 1031 pri odraslih samcih. Povečevanje velikosti s staranjem gre predvsem na račun povečevanja velikosti posameznih celic in le v manjši meri na račun delitve. Ličinke do preobrazbe v odraslo žival štirikrat levijo kutikulo, kot odrasle pa se ne levijo več, le pri nekaterih vrstah še nekoliko zrastejo.

## Ekologija
Gliste so z več vidikov izjemno pomemben takson. Zajedavske gliste napadajo praktično vse druge skupine višjih organizmov, prostoživeče pa poseljujejo praktično vse možne habitate na Zemlji, od visokogorja do oceanskih jarkov. Ameriški nematolog Nathan Cobb je njihovo vseprisotnost že v začetku 20. stoletja parafraziral tako:
»Na kratko, če bi bila odstranjena vsa materija v Vesolju razen glist, bi bil naš planet še vedno bežno prepoznaven in če bi ga lahko preučili kot breztelesni duhovi, bi opazili, da gore, hribe, doline, reke, jezera in oceane predstavlja tanka plast glist. Lokacije mest bi bile razločljive, saj bi vsaki množični naselbini ljudi odgovarjala množica določenih glist na ustreznem mestu. Drevesa bi še vedno stala v vrstah kot prikazni in bi predstavljala naše ulice ter avtoceste. Lokacije različnih živali in rastlin bi se še vedno dalo razločiti in z dovoljšnjim znanjem bi bilo mogoče dostikrat določiti celo njihovo vrsto, če bi preučili gliste, ki so jih zajedale.«
V grobem delimo gliste na dve glavni skupini, prostoživeče in zajedavske, vendar nekateri taksoni združujejo oba tipa, zato domnevajo, da se je zajedavstvo razvilo večkrat neodvisno znotraj debla glist. V slovenskem jeziku so uveljavljena različna poimenovanja za gliste po načinu življenja: beseda gliste se največkrat nanaša na zajedavce v človeku in živalih, rastlinskim zajedavcem pravijo pridelovalci in agronomi ogorčice, prostoživeče gliste pa včasih imenujemo kar nematodi. Pogovorno včasih pravimo »glista« tudi deževnikom, ki pa so povsem druga skupina živali.

### Prostoživeče gliste
Prostoživeče gliste najdemo v izjemno raznolikih habitatih, od morskih in sladkovodnih do tal v puščavah, v visokogorju in z vodo napolnjenih špranjah globoko pod zemljo ter v vročih vrelcih.
So dominantni predstavniki favne večceličnih živali na globokomorskem dnu in njihova številčna prevlada v bentoški skupnosti se običajno povečuje z globino, vendar lahko tudi v dnu plitvejših morij gostota osebkov doseže več milijonov na kvadratni meter. Kopenske gliste živijo v tanki plasti vode med delci tal – zato so vodni organizmi in nekatere vrste najdemo tako na kopnem kot v sladkovodnih habitatih. Tudi te so izjemno številčne – po eni od ocen naj bi aker kmetijske zemlje vseboval več milijard glist. Največjo gostoto dosegajo v okolici rastlinskih korenin in pri površju zemlje, z globino pa gostota hitro upada. Med bolj »eksotične« habitate glist sodijo vroči vrelci s temperaturo nad 50 ºC in vodni žepi v skalnih razpokah globoko pod zemljo; leta 2011 opisano glisto vrste Halicephalobus mephisto so našli v vzorcih iz rudnikov 3,6 km pod površjem, kar je daleč največja globina med večceličnimi organizmi.
Prehranjujejo se večinoma z odmrlim organskim materialom (detritom), bakterijami, glivami in drugimi mikroorganizmi, mnogo pa je tudi rastlinojedih ali plenilskih vrst. Slednje lovijo druge organizme podobne velikosti, lahko tudi druge gliste. Gliste, ki se prehranjujejo z razkrojevalskimi glivami in bakterijami, predstavljajo zaradi svoje številčnosti pomemben člen v prehranjevalni verigi. Po drugi strani so nekatere glive specializirane za lov na gliste, saj imajo posebej oblikovane hife, ki jih zadrgnejo okrog telesa gliste, ko ta pokuka skoznje in jo prebavijo. Poleg gliv jih plenijo različne talne živali, kot so deževniki, stonoge in žuželčje ličinke.
Gliste iz vročih vrelcev in skalnih razpok so ekstremofili, saj so zmožne preživeti v okolju z visoko temperaturo in tlakom ter nizko koncentracijo kisika. Drug ekstrem predstavljajo vrste, ki živijo v prsti ali v plasti vode v blazinicah mahov in lišajev. Te prenesejo občasna obdobja popolne izsušitve v stanju kriptobioze.

### Zajedavske gliste
Znotraj skupine glist so se razvili vsi tipi zajedavstva. Večina rastlinskih zajedavcev pripada redovoma Tylenchida in Aphelenchida, lahko so zunanji (te lahko označimo tudi za rastlinojede) ali notranji. Slednji se prerijejo v rastlinsko tkivo kot ličinke in tvorijo šiškam podobne strukture ali pa razgrajujejo tkiva okrog sebe in se prehranjujejo z ostanki. Zooparaziti lahko (odvisno od vrste) zajedajo le kot ličinke in so kot odrasle živali prostoživeče, lahko so zajedavske le odrasle samice, ki v gostitelju razvijejo jajčeca, imajo ličinke vmesnega gostitelja in ponovno okužijo primarnega ko odrastejo, ali pa so vsi odrasli osebki zajedavski. Med slednje sodi večina medicinsko pomembnih glist, npr. navadna človeška glista (Ascaris lumbricoides). Med gostitelji se prenašajo z jajčeci ali pravkar izleglimi ličinkami, ki so lahko del svojega življenja prostoživeče. Gostitelja ličinke in odrasle gliste sta lahko povsem različna. Ličinke nekaterih vrst zajedajo v rastlinah in končajo razvoj v žuželkah, ki živijo na teh rastlinah, ali pa obratno – razvoj se začne v telesu nevretenčarja, odrasla žival pa se prehranjuje z rastlinskim tkivom in se razmnoži na gostiteljski rastlini. Saprofagni zajedavci vstopijo v gostitelja tik preden odrastejo in se prehranjujejo z njegovimi ostanki, ko pogine.

### Pomen za človeka
Na človeka neposredno vplivajo predvsem zajedavske gliste, ki napadajo kulturne rastline, domače živali ali človeka samega. Težavo za človeka in živali predstavljajo predvsem v okoljih z nizkim higienskim standardom in omejenim dostopom do zdravstvenih storitev.
Med pomembnejšimi zdravstvenimi težavami, ki jih povzročajo gliste, so:
- Limfatična filariaza, okužba limfnega sistema z glistami, ki jih prenašajo komarji in med drugim povzroča elefantiazo, je v svetovnem merilu drugi najpogostejši vzrok trajne invalidnosti. Zanjo trpi 120 milijonov ljudi v 80 državah.[16]
- Enterobiozo pri človeku povzroča podančica Enterobius vermicularis.[17]
- Toksokarozo povzroča pasja glista Toxocara canis. Bolezen je pogosta predvsem med predšolskimi otroci. Pojavlja se povsod, kjer sobivajo ljudje in psi. Odrasla glista, ki živi v tankem črevesu psa, je dolga od 3 do 5 cm. Njen razvojni krog poteka med človekom in psom.[18]
- Trihineloza ali trihinoza je sistemska bolezen. Povzroča jo glista Trichinella spiralis ali lasnica. Razširjena je po vsem svetu. Okuži toplokrvne živali in človeka. Vzrok bolezni je uživanje toplotno preslabo obdelanega mesa, ki je okuženo z zajedavčevimi cistami. Najprej se pokažejo prebavne motnje, ki jim sledijo oteklina okrog oči, boleče, otrdele in včasih vnete mišice in eozinofilija.[19]

Ogorčice, ki napadajo rastline, so škodljivci v kmetijskih območjih po vsem svetu. Po oceni s konca 80. let 20. stoletja naj bi svetovnemu kmetijstvu skupno povzročile 77 milijard ameriških dolarjev škode, od tega samo predstavniki ene najbolj specializiranih skupin, ogorčice koreninskih šišk (rod Meloidogyne), približno 5 % vsega izpada pridelka na svetu. Po drugi strani predstavljajo t. i. entomopatogene ogorčice (gliste, ki napadajo žuželčje škodljivce) sredstvo za biološki nadzor škodljivcev.
Poseben pomen ima prostoživeča glista C. elegans, ki je že več desetletij osrednji subjekt raziskav ontogenetskega razvoja večceličnih organizmov, pa tudi drugih vidikov biologije. Zaradi svojih lastnosti predstavlja priročen modelni organizem in je v tem pogledu vmesna stopnja med enoceličnimi evkarioti in kompleksnejšimi organizmi, kot so vretenčarji in višje rastline.

## Sistematika in taksonomija

### Zgodovina
Prvi je takson opredelil prirodoslovec Karl Rudolphi leta 1808 in mu dal ime Nematoidea,, iz starogrških korenov νῆμα (nêma, nêmatos - »nit«) in -eiδἠς (-eidēs, »vrsta«). Hermann Burmeister ga je leta 1837 klasificiral kot družino Nematodes, Karl Moriz Diesing pa leta 1861 kot red Nematoda. Sprva je vključeval tudi žive niti (Nematomorpha). Kot razred je bil vključen v danes opuščeno deblo valjastih črvov (Aschelmintes). Leta 1919 je Nathan Cobb predlagal ločitev glist v samostojno deblo in zanj predlagal ime Nemates oz. Nemata, ki sta ustreznejši množinski obliki predpone nema- v latinščini. Cobb je bil prvi, ki je ločil gliste od sorodnih skupin v samostojen takson, zato danes nekateri viri štejejo znanstveno ime Nemata za veljavno, čeprav je najbolj uveljavljeno Nematoda.

### Filogenija
Najstarejše znane fosilne ostanke glist datirajo v kambrij. Ostanki so redki, saj je večina glist mikroskopskih in imajo mehko telo brez trdnih struktur, zato je fosilizacija manj verjetna. Še največ znanih ostankov se je ohranilo v jantarju iz kenozoika. Zaenkrat vsi podatki kažejo na to, da so glistam kot sestrski takson najbolj sorodne žive niti, vendar zaradi pomanjkanja fosilnih ostankov in zaradi siceršnje slabe raziskanosti še ni razrešen filogenetski položaj na relaciji z drugimi sorodnimi skupinami. Včasih jih združujejo s členonožci, priapulidi, živimi nitmi in še nekaterimi debli v naddeblo Ecdysozoa, na osnovi značilnosti, da levijo kutikulo.
Tudi znotraj debla glist taksonomija še ni razjasnjena niti na najvišji ravni – ravni razredov. Sklepanje o naravnih skupinah (kladih) in njihovi medsebojni sorodnosti je težavno, saj se po telesni zgradbi le malo razlikujejo in do sedaj pridobljeni molekularni podatki še ne obsegajo zadostnega vzorca vrst. Tradicionalno delimo gliste na dva razreda, ki se ločita po zgradbi čutilnih organov:
- Adenophorea ali Aphasmida, ki nimajo fazmidnih senzil, amfidne so različnih oblik in se nahajajo za usti
- Secernentea ali Phasmida, ki imajo fazmidne senzile, amfidne so največkrat luknjičaste in se nahajajo ob strani ust.

Novejše filogenetske študije nakazujejo, da vsaj razred Adenophorea ni monofiletski, torej je po sodobni taksonomiji neveljaven. Različni avtorji predlagajo od pet do 12 kladov, vendar šele v zadnjih letih postajajo dostopne molekularne tehnike, nujne za tako obširno filogenetsko analizo kot jo zahteva celotno živalsko deblo, zato se razumevanje odnosov znotraj debla glist z novimi objavami hitro spreminja.